# Júlio Tavares Rebimbas
Júlio Tavares Rebimbas (Murtosa, Bunheiro, 21 de Janeiro de 1922 — Porto, 6 de Dezembro de 2010) foi um arcebispo português.
Foi Bispo do Algarve, entre 1966 e 1972. De seguida, foi nomeado Arcebispo Auxiliar de Lisboa (1972-1977), com o tradicional título de Arcebispo de Mitilene. Foi posteriormente nomeado 1.º Bispo de Viana do Castelo (1977-1982) e, por último, Bispo do Porto, entre 1982 e 1997.

## Biografia
Filho dum pequeno agricultor e duma costureira, frequentou o Colégio de Ermesinde e os seminários de Vilar, no Porto, dos Olivais, em Lisboa, e de Santa Joana, em Aveiro, concluindo o curso teológico em 1945.
Ordenado presbítero pelo arcebispo-bispo de Aveiro, D. João Evangelista de Lima Vidal, em 29 de Junho de 1945, em Pardilhó, celebrou Missa Nova no Bunheiro em 8 de Julho desse mesmo ano, iniciando a actividade sacerdotal como coadjutor do pároco de Ílhavo.
Entre 1946 e 1949 foi pároco de Avelãs de Cima e Avelãs de Caminho, em Anadia,  transitando de seguida para Ílhavo, onde se manteve como pároco até 1962, tendo-se destacado pelas actividades de cariz social que desenvolveu. À acção de Tavares Rebimbas ficou a dever-se a criação de diversas instituições ilhavenses, como o Centro de Formação e Assistência, o Património dos Pobres de Ílhavo ou o Lar de S. José para a terceira idade.
Nomeado bispo do Algarve pelo Papa Paulo VI em 27 de Setembro de 1965, foi ordenado em 26 de Dezembro desse mesmo ano, no pavilhão municipal de Ílhavo, tomando posse da diocese do Algarve em fins de Janeiro de 1966. Em 1 de Julho de 1972 foi nomeado Arcebispo de Mitilene e Auxiliar do Cardeal Patriarca de Lisboa.
Em 3 de Novembro de 1977 tornou-se o primeiro bispo da diocese de Viana do Castelo, criada nessa data, e em 12 de Fevereiro de 1982 foi nomeado Bispo do Porto e Administrador Apostólico de Viana do Castelo. No mesmo ano foi eleito para o Conselho Permanente do Episcopado Português e, em 1986, passou a integrar a Congregação dos Bispos.
Durante o período em que esteve à frente da Diocese do Porto, promoveu diversas obras de cariz religioso, tais como a restauração do Seminário da Sé, da Casa Episcopal, da Torre da Marca, da Cúria Diocesana e do Tribunal Eclesiástico.
Em 31 de Maio de 1997 recebeu a Medalha de Honra da Câmara Municipal do Porto, tendo resignado como Bispo do Porto pouco tempo depois.